# Valentina Tutayeva
Valentina Tutayeva –en ruso, Валентина Тутаева– (1953) es una deportista soviética que compitió en natación. Ganó una medalla de plata en el Campeonato Europeo de Natación de 1970, en la prueba de 4 × 100 m estilos.

## Palmarés internacional
| Campeonato Europeo | Campeonato Europeo | Campeonato Europeo | Campeonato Europeo |
| Año                | Lugar              | Medalla            | Prueba             |
| ------------------ | ------------------ | ------------------ | ------------------ |
| 1970               | Barcelona (España) | Medalla de plata   | 4 × 100 m estilos  |